# Wikstroemia trichotoma
Wikstroemia trichotoma är en tibastväxtart som först beskrevs av Carl Peter Thunberg, och fick sitt nu gällande namn av Tomitaro Makino. Wikstroemia trichotoma ingår i släktet Wikstroemia och familjen tibastväxter. Utöver nominatformen finns också underarten W. t. flavianthera.